# Cristian Herrera
Cristian Ignacio Herrera Pérez né le 13 mars 1991 à Las Palmas de Gran Canaria en Espagne, est un footballeur espagnol, évolue comme attaquant.